# Habitatge a la carretera d'Arbúcies, 40 (Sant Hilari Sacalm)
L'Habitatge a la carretera d'Arbúcies, 40 és una casa de Sant Hilari Sacalm (Selva) inclosa a l'Inventari del Patrimoni Arquitectònic de Catalunya.

## Descripció
Edifici entre mitgeres, situat al nucli urbà, a la carretera d'Osor.
Consta de planta baixa i dos pisos. Té un ràfec amb entremat de fusta i una teulada en teula àrab.
A la planta baixa hi ha la porta d'entrada i una finestra, les dues obertures en arc pla i envoltades amb pedra.
Al primer i segon pis, hi ha obertures en arc pla i envoltades de pedra i estan unides per una espècie de pilastre. Les del primer pis comparteixen un balcó, les del segon pis cada una té un balcó de menor mida que el del primer, tots amb barana de ferro forjat.
Hi ha una cornisa horitzontal que separa visualment els edificis.
La façana està pintada imitant un encoixinat vermell.

## Història
Per les seves característiques arquitectòniques podríem datar l'edifici a inicis del segle xx.